# Бессараб, Сергей Борисович
Серге́й Бори́сович Бессара́б (укр. Сергій Борисович Бессараб; род. 13 ноября 1955, дер. Старые Кодаки, Днепропетровская область, Украинская ССР) — украинский военный и государственный деятель, министр по делам ветеранов Украины с 4 марта по 16 декабря 2020 года.
Командующий войсками Территориального управления «Север» (2005—2007). Первый заместитель командующего Сухопутных войск Вооружённых сил Украины (2012—2015), заместитель начальника Генерального штаба Вооружённых сил Украины (2015—2019).

## Биография
Родился 13 ноября 1955 года в деревне Старые Кодаки Днепропетровской области.
В 1977 году окончил Киевское высшее общевойсковое командное училище имени М. Фрунзе в 1977 году, Военную академию им. М. Фрунзе в 1990 году, Национальную академию обороны Украины в 2002 году.
В разное время служил командиром отдельного комендантского взвода, адъютантом секретариата военного округа, был преподавателем военной кафедры Украинской сельскохозяйственной академии, командиром мотострелковой роты, командиром мотострелкового батальона.
После окончания Военной академии имени Фрунзе в 1990 году служил в Закавказском и Одесском военных округах СССР, в период независимости Украины служил в Северном и Южном оперативных командованиях на должностях заместителя командира, а затем командира мотострелкового полка мотострелковой дивизии, командира учебного танкового полка, заместителя начальника окружного учебного центра подготовки младших специалистов, командира механизированной дивизии.
С 2002 года являлся начальником штаба — первым заместителем командующего армейского корпуса Северного оперативного командования, с 2005 года — начальником Территориального управления «Север».
С мая 2007 года занимал должность командира 6-го армейского корпуса Сухопутных войск Вооружённых Сил Украины, был начальником Днепропетровского гарнизона, с мая 2012 года был первым заместителем командующего Сухопутных войск Вооружённых Сил Украины.
С 2015 года являлся заместителем начальника Генерального штаба Вооружённых сил Украины.
4 марта 2020 года назначен министром по делам ветеранов Украины в правительстве Дениса Шмыгаля.
15 декабря 2020 года подал в отставку. На следующий день отставка была утверждена Верховной Радой.